# Merab Kostava
Merab Ivanes dze Kostava (georgià: მერაბ ივანეს ძე კოსტავა rus: Мераб Иванович Костава Merab Ivànovitx Kostava) (26 de maig de 1939 – 13 d'octubre de 1989) fou un dissident, músic i poeta georgià, i un dels líders del moviment nacional d'alliberament a Geòrgia. Juntament amb Zviad Gamsakhúrdia, va dirigir el moviment dissident a Geòrgia contra la Unió Soviètica, fins a la seva mort en un accident de cotxe el 1989.

## Biografia
Kostava va néixer el 1939 a Tbilisi, llavors a la República Socialista Soviètica de Geòrgia (actualment capital de Geòrgia). Els seus pares, Olga Demuria i Vano Kostava, eren de famílies cultes i amb bona educació. Els avantpassats de Merab, per part de pare, eren d'Imerècia
El 1954, Kostava i Zviad Gamsakhúrdia van fundar l'organització juvenil clandestina georgiana "Gorgasliani", un tribut a Vakhtang I Cap de Llop, el rei medieval georgià que suposadament va fundar la capital, Tbilisi. Entre 1956 i 1958, Kostava, juntament amb Gamsakhúrdia i diversos altres membres d'aquesta organització, van ser empresonats pel KGB per "activitat anti-soviètica". Els càrrecs contra Kostava i Gamsakhúrdia incloïen la difusió de literatura i proclames anticomunistes.
Kostava es va graduar al Conservatori Estatal de Tbilissi el 1962. De 1962 a 1977 va ser professor a una escola de música local a Tbilissi.
El 1973, Kostava i Gamsakhúrdia van establir el Grup d'Iniciativa per a la Protecció dels Drets Humans. El 1976 Kostava va ser cofundador del Grup Georgià Hèlsinki (més tard reanomenat com a Unió Georgiana de Hèlsinki el 1989). Entre 1976 i 1977 i 1987–1989, Kostava fou membre de la Junta de Govern de l'esmentada organització de drets humans. Després de 1975, Kostava fou membre d'Amnistia Internacional.

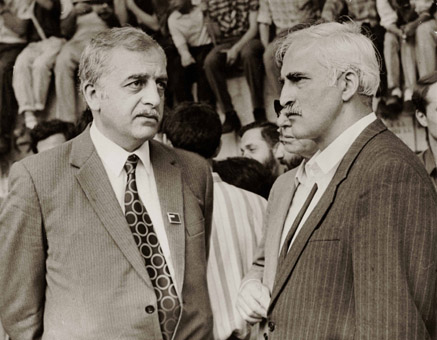
Els líders del moviment nacional georgià: Zviad Gamsakhúrdia i Merab Kostava. Tbilissi, 1988

El 1977, Kostava i Gamsakhúrdia van ser arrestats, acusats de difondre propaganda antisoviètica. Gamsakhúrdia després del seu penediment oficial, fou perdonat. Kostava va ser enviat a Sibèria per complir la seva pena. Va ser alliberat de la presó a l'agost de 1987. El 1978, els dos homes van ser nominats al Premi Nobel de la Pau pel Congrés dels Estats Units. El 1988 Kostava va co-fundar la Societat de Sant Ilià el Just i va ser un dels líders d'aquesta organització política independentista. De 1988 a 1989 va ser un dels organitzadors i participants actius de la majoria (o no de totes) accions polítiques independentistes pacífiques dins de l'RSS de Geòrgia. El 9 d'abril de 1989 Kostava va ser empresonat de nou, però va ser posat en llibertat després de 45 dies.
Va ser un participant actiu en la xarxa clandestina d'editors de Samizdat, i un dels editors del diari clandestí Okros Satsmisi ("El velló d'or"). Autor d'altres treballs científics i literaris, va mantenir contactes actius amb Andrei Sàkharov.
El 13 d'octubre de 1989, Merab Kostava va morir en un accident de cotxe, en circumstàncies poc clares.
El 2013 va ser guardonat pòstumament amb el títol i l'Orde d'Heroi Nacional de Geòrgia.
En honor seu, hi ha diversos carrers amb el nom de Merab Kostava a la ciutat de Tbilissi, a la ciutat de Batumi i al poble de Xindissi.